# Земята гори
„Земята гори“ е български игрален филм (драма, семеен) от 1937 година, по сценарий и режисура на Васил Гендов. Оператор е Симеон Симеонов. Музиката във филма е композирана от Робърт Хетман.

## Актьорски състав
- Васил Гендов – Георги Симов
- Жана Гендова – Негова жена
- Диана Христова – Тяхно дете
- Вичо Райков – Приятел на Симов
- Иван Аржентински – Приятел на Симов
- Вяра Белчева – Медицинската сестра